# Cichy dom (film 2010)
Cichy dom (hiszp. La casa muda) – urugwajski horror z 2010 roku w reżyserii Gustavo Hernándeza.
Film inspirowany był rzekomo prawdziwym wydarzeniem, które miało miejsce w latach 40. XX wieku, jednak żadne źródła tego nie potwierdzają. Twórcy reklamowali La casa muda jako film, który powstał w jednym ujęciu, bez żadnych cięć, jednak realność tej deklaracji jest kwestią sporną.
Film miał swoją światową premierę 16 maja 2010 roku podczas 63. MFF w Cannes. Był oficjalnym urugwajskim kandydatem do Oscara dla najlepszego filmu nieanglojęzycznego, ale ostatecznie nie otrzymał nominacji. W 2011 roku powstał amerykański remake pt. Cichy dom z Elizabeth Olsen w roli głównej.

## Opis fabuły
Laura i jej ojciec Wilson odwiedzają stary, opuszczony dom, który mają wyremontować. Niespodziewanie z piętra zaczynają dochodzić tajemnicze odgłosy. Wilson wybiera się na górę, by się tam rozejrzeć. Nie powraca, a jego córka pozostaje sama w niepokojącej posiadłości.

## Obsada
- Florencia Colucci − Laura
- Abel Tripaldi	− Néstor
- Gustavo Alonso − Wilson
- María Paz Salazar − Niña